# تپه کوراکانی
تپه کوراکانی مربوط به دوران نوسنگی (نئولتیک) - هزاره اول (پیش از میلاد) است و در شهرستان تکاب، بخش تخت سلیمان، دهستان ساروق، روستای گوی آغاج واقع شده است. این اثر در تاریخ ۳۰ دی ۱۳۸۵ با شمارهٔ ثبت ۱۶۷۴۷ به عنوان یکی از آثار ملی ایران به ثبت رسیده است.